# S-250
S-250は1960年代に日本で開発されたロケットで、S-210ロケットの直径を拡大した大型版である。

## 特徴
S-250は単段式のみで固体推薬を動力としており、以下の仕様である。:
- 全高: 5 m
- 直径: 25 cm
- 総重量: 200 kg
- ペイロード:
- 全高: 40 km
- 初打ち上げ: 1966年1月26日
- 最終打ち上げ: 1969年1月8日
- 引退済:2回打上